# Suit & Tie
«Suit & Tie» —en español: «Traje y corbata»— es una canción grabada por el artista estadounidense Justin Timberlake para el álbum de estudio The 20/20 Experience (2013). Fue escrito por Timberlake, Timbaland, Shawn Carter, Jerome "J-Roc" Harmon y James Fauntleroy y producido por Timbaland, Timberlake y Harmon.
Según Nielsen SoundScan, hasta la primera semana de abril, «Suit & Tie» vendió 1 844 000 descargas en los Estados Unidos, donde se convirtió en el quinto sencillo más vendido durante el primer cuarto del año. Solo durante la primera mitad de 2013, vendió 2 574 000 descargas en el país, donde se convirtió en el octavo tema más vendido durante dicho periodo.

## Video musical
El video de «Suit & Tie» fue rodado con la presencia de Jay-Z el 25 de enero de 2013 y estuvo a cargo de David Fincher, el mismo director que trabajó con Timberlake en la película The Social Network del año 2010. La pieza fue estrenada el 14 de febrero de 2013.
El 17 de julio de 2013, este video recibió dos nominaciones a los premios MTV Video Music Awards, específicamente en las categorías Mejor colaboración y Mejor dirección.

## Lista de canciones
Descarga digital
1. «Suit & Tie» (Radio Edit) – 4:28
2. «Suit & Tie» (Main) – 5:28

## Posicionamiento en listas

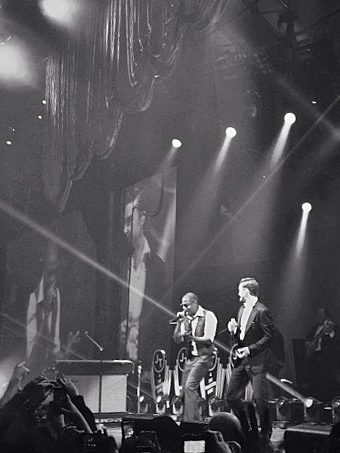
Jay-Z y Justin Timberlake interpretando «Suit & Tie» en un concierto realizado en el Hollywood Palladium después de los premios Grammy 2013.

| Listas (2013)                            | Mejor posición |
| ---------------------------------------- | -------------- |
| Alemania (Media Control AG)              | 30             |
| Australia (ARIA)                         | 9              |
| Austria (Ö3 Austria Top 40)              | 40             |
| Bélgica (Flandes) (Ultratop 50)          | 9              |
| Bélgica (Valonia) (Ultratop 50)          | 13             |
| Canadá (Hot 100)                         | 3              |
| República Checa (Rádio Top 100)          | 66             |
| Corea del Sur (Gaon International Chart) | 1              |
| Dinamarca (Tracklisten)                  | 1              |
| Escocia (The Official Charts Company)    | 7              |
| Eslovaquia (Rádio Top 100)               | 38             |
| España (Top 100 Canciones)               | 17             |
| Estados Unidos (Billboard Hot 100)       | 3              |
| Estados Unidos (Pop Songs)               | 14             |
| Estados Unidos (Hot R&B/Hip-Hop Songs)   | 2              |
| Estados Unidos (Adult Pop Songs)         | 22             |
| Francia (SNEP)                           | 8              |
| Irlanda (IRMA)                           | 16             |
| Israel (Media Forest)                    | 6              |
| Japón (Japan Hot 100)                    | 21             |
| Nueva Zelanda (Recorded Music NZ)        | 14             |
| Países Bajos (Dutch Top 40)              | 19             |
| Reino Unido (UK R&B Chart)               | 3              |
| Reino Unido (UK Singles Chart)           | 3              |
| Suiza (Schweizer Hitparade)              | 32             |